# Ławnica
Ławnica – wieś w Polsce, położona w województwie podkarpackim, w powiecie mieleckim, w gminie Tuszów Narodowy.
| SIMC    | Nazwa    | Rodzaj    |
| ------- | -------- | --------- |
| 0665410 | Piaski   | część wsi |
| 0665426 | Podgórze | część wsi |
| 0665432 | Rudziska | część wsi |
| 0665449 | Rzeka    | część wsi |

Ławnica jako wieś została wydzielona z Trześni wzmiankowanej w 1510 roku. Wieś, w 1970 roku należała do gromady Chorzelów. W latach 1975–1998 miejscowość administracyjnie należała do województwa rzeszowskiego. Na początku lat 90 XX wieku wybudowana została kaplica pw. Miłosierdzia Bożego jako kościół pomocniczy należący do parafii Chorzelów.